# Secret commercial
Le secret commercial, proche ou équivalent francophone du « trade secret » des anglophones, est défini comme toute information commerciale qui a une valeur du fait qu’elle est secrète. Cette information concerne des données techniques ou non techniques, formules, schémas, recettes, compilations, code informatique, méthodes, techniques, procédés, prototypes, mais aussi données financières, salaires, listes des clients ou fournisseurs actuels ou potentiels.
En droit français et européen, les termes secret des affaires ou secret d'affaires se sont récemment substitués au secret commercial.
Le secret commercial peut englober le secret industriel et n'est pas nécessairement associé à la notion de propriété commerciale ou de propriété industrielle, lesquelles offrent des droits privatifs (en échange de redevance).
La recherche des secrets d'entreprises concurrentes n’est pas fautive en elle-même, elle ne le devient que lorsque des moyens déloyaux sont utilisés.

## Caractéristiques
Le secret commercial n'a de sens que quand l'information associée à l'élément devant rester « secret » a — en restant cachée — une valeur réelle (actuelle ou potentielle), du point de vue de l'intérêt commercial. Soit que le secret donne un avantage à l'entreprise, soit qu'elle prive ses concurrents d'avantages auxquels ils pourraient sans cela accéder.
Dans les entreprises, le secret est presque toujours partagé entre plusieurs personnes (associés, employés, sous-traitants) mais alors sous le sceau de la confidentialité. Un élément « substantiel » de confidentialité doit exister pour que l'on puisse parler de secret commercial, associé à un avantage (économique actuel ou potentiel).
Le secret commercial peut être constitué d'une combinaison particulière de données toutes présentes dans le domaine public, mais qui prennent une valeur commerciale spécifique (avantage compétitif de type amélioration ou moindre coûts de la production, ventes facilitées…) quand elles sont assemblées.
On considère souvent que la condition de confidentialité est « remplie dans le cas où il serait difficile et coûteux pour les tiers d'obtenir et d'exploiter les informations sans adopter un comportement fautif ».
La protection des informations ayant une valeur commerciale pour l'entreprise doit être assurée par celle-ci par des « dispositions raisonnables de protection », par exemple obligations de non-divulgation, clause de destruction de données, systèmes de stockage verrouillés, caméras de protection etc. Contourner ces protections constitue un moyen illégitime d'accéder à un secret commercial.

## Limites juridiques
L'une des limites de ce concept est que dans certains cas (quand il n'a pas été précisément défini devant un tiers officiel autorisé ou agréé comme on le fait pour un procédé breveté), le « secret » (qui peut être la connaissance d'un contexte particulier, ou un assemblage de procédés du domaine public, non déposé et non breveté) peut aussi être révélé par un acteur ne connaissant ni son utilité ni son caractère secret, ce qui ne peut alors lui être reproché.
De plus, dans tous les cas, un secret commercial « ne confère pas de droits exclusifs, et n’empêchera personne de mettre au point une invention, création semblable à la vôtre et de la commercialiser »
Des ententes de confidentialité signées sont possibles, mais peuvent parfois être assimilées à des ententes illicites, dans le cas où elles permettraient une concurrence déloyale.

## Secret des affaires en France
En Europe et en France, l'extension de la législation relative à la protection du secret des affaires, promulguée fin juillet 2018 en France, pose des questions relatives à l'opacité du monde industriel et financier, ainsi qu'au respect des droits et libertés fondamentales des individus et collectivités,.
Cette loi a été rédigée à l'occasion de la transposition d'une directive du Parlement européen de 2016. Le but est de fixer une définition et un cadre juridique communs pour l'Union Européenne.
En 2018, 138 parlementaires de gauche ont dénoncé « une atteinte grave, excessive et injustifiée à la liberté d’expression et de communication » et ont saisi le Conseil constitutionnel. Celui-ci a jugé cette loi conforme à la Constitution Décision n° 2018-768 DC du 26 juillet 2018. Le Conseil constitutionnel fait valoir à ce sujet l’existence d’une « exception à la protection du secret des affaires bénéficiant aux personnes physiques exerçant le droit d’alerte », mais aussi « toute personne révélant, dans le but de protéger l’intérêt général et de bonne foi, une activité illégale, une faute ou un comportement répréhensible ».
La directive a été transposée en droit national par la loi n° 2018-670 promulguée le 30 juillet 2018, relative à la protection du secret des affaires et le décret n° 2018-1126 du 11 décembre 2018,.
En juin 2022, un jugement du tribunal administratif de Paris donne droit aux représentants syndicaux CFE-CGC et CGT « d'accéder aux lettres d'engagements négociés avec l'État français lors du rachat d'Alcatel-Lucent en 2016 » par Nokia. Ce qui devrait permettre de vérifier les contreparties sur l'emploi contenues dans l'accord en dépit du secret des affaires allégué.

## Critiques des journalistes et ONG
La vidéo dénonçant la directive européenne sur le secret des affaires de Nicole Ferroni, humoriste et chroniqueuse à France Inter, a déjà été vue plus de 12 millions de fois.
De nombreuses associations de journalistes et d’organisations non gouvernementales (ONG) dénoncent des conséquences désastreuses des lois sur le secret des affaires pour tous ceux qui seraient amenés à dévoiler au public des manquements importants de la part des entreprises. Selon l’ONG Anticor, les laboratoires Servier auraient échappé au scandale du Mediator. Personne n’aurait entendu parler « des Panama Papers, des Paradise Papers, du Diesel Gate ou de l’affaire UBS ».
L'Agence nationale de sécurité du médicament et des produits de santé (ANSM) se réfère au secret des affaires pour empêcher la transmission d’informations sur la provenance du principe actif du Levothyrox, dont la nouvelle formule est au cœur d’une polémique.
La Commission d’accès aux documents administratifs(CADA) invoque le secret des affaires 
concernant une demande d'information sur les dispositifs médicaux (défibrillateurs, pompes à insuline, prothèses de hanche, etc.), formulée par Le Monde au cours de l’enquête des « Implant Files ». Le Laboratoire national de métrologie et d'essais, LNE/G-MED, seule société habilitée à contrôler les dispositifs en France, avait déjà refusé de communiquer ses données. La non-transparence au nom du secret commercial a été l’un des principaux obstacles aux 1 500 demandes d’accès aux documents publics effectuées au cours de l’enquête internationale par le Consortium international des journalistes d'investigation. Le Monde obtient une demi-victoire devant le tribunal administratif qui oblige la CADA à donner certaines informations sur une partie des dispositifs médicaux commercialisés en France.
Dans l'affaire des LuxLeaks, le statut de lanceur d’alerte a été reconnu au Luxembourg pour Antoine Deltour, sa condamnation a été annulée en cour de cassation du Luxembourg. Il avait mis en évidence, lors de l’émission Cash Investigation puis lors d'une enquête du Consortium international des journalistes d'investigations, le contenu de centaines d’accords fiscaux secrets, dits « rescrits fiscaux », conclus entre l’administration luxembourgeoise et PwC pour le compte de grandes multinationales.
Des journalistes et des ONG dénoncent des poursuites  de la part du groupe Bolloré pour les dissuader d’enquêter et les réduire au silence, l'entreprise évoque le « secret des affaires », alors  celles-ci ont des conséquences potentiellement néfastes pour l’intérêt général.
La justice allemande enquête sur le journaliste à l’origine des « CumEx Files »(enquête de 18 médias internationaux, dont Le Monde) qui ont permis de révéler l’ampleur de la fraude européenne aux dividendes pour violation du secret des affaires.
Le magazine économique Challenges se retrouve devant la cour d’appel de Paris pour défendre la liberté d’informer. Il avait dû retirer de son site, en janvier 2018, un article consacré aux déboires financiers de Conforama.
En 2020, selon la cellule Investigation de France Inter, la Commission européenne, confrontée à la pandémie du Covid-19, a cédé aux exigences de l’industrie pharmaceutique qui lui a demandé une confidentialité quasi totale sur les aides accordées pour la recherche et sur le coût des achats de Vaccin contre la Covid-19, faisant partie des contrats considérés comme secrets.

## Critique anticapitaliste
En 1917, dans le contexte de la guerre mondiale, Lénine, dans ses écrits, critique violemment le « secret commercial ». Il le décrit comme une condition-clé du capitalisme et il souhaite que ce secret soit définitivement aboli (par décret ; c'est une des 3 « mesures de contrôle » qu'il propose ;

car selon lui :
- « sans la suppression du secret commercial ; ou bien le contrôle de la production et de la répartition reste une promesse vaine servant uniquement aux cadets à duper les socialistes-révolutionnaires et les mencheviks, et aux socialistes-révolutionnaires et mencheviks à duper les classes laborieuses, ou bien il ne peut être réalisé que par des procédés et des mesures bureaucratiques réactionnaires »[20] ;
- c'est à cause de « l'insistance avec laquelle la Pravda a réclamé la suppression du secret commercial qu'elle fut interdite le gouvernement Kérensky »[20] ;
- « l'argument habituel des capitalistes, repris sans autre réflexion par la petite bourgeoisie, est que, d'une façon générale, l'économie capitaliste n'admet absolument pas la suppression du secret commercial, attendu que la propriété privée des moyens de production et la dépendance des différentes entreprises à l'égard du marché rendent nécessaires la « sacro-sainte inviolabilité » des livres de commerce et le secret des opérations commerciales, y compris naturellement les opérations de banque (...)C'est précisément le grand capitalisme d'aujourd'hui qui, se transformant partout en capitalisme monopoliste, ôte toute ombre de raison d'être au secret commercial ; il en fait une hypocrisie et uniquement un moyen de dissimuler les escroqueries financières et les profits inouïs du grand capital (...) C'est bien autre chose que l'entreprise du petit artisan ou du paysan moyen, qui ne tiennent en général aucun livre de commerce et que, par conséquent, la suppression du secret commercial ne concerne en rien ! »[20] ;
- « pour agir en démocrates révolutionnaires - ajoute-t-il - il faudrait édicter immédiatement une nouvelle loi qui supprimerait le secret commercial, exigerait des grandes entreprises et des riches les comptes rendus les plus complets, conférerait à tout groupe de citoyens atteignant un nombre assez important pour pouvoir exprimer un avis démocratiquement valable (par exemple 1000 ou 10 000 électeurs) le droit de vérifier tous les documents de n'importe quelle grande entreprise. Cette mesure est entièrement et facilement réalisable par simple décret; elle seule donnerait libre cours à l'initiative populaire, au contrôle par les associations d'employés, d'ouvriers, par tous les partis politiques; elle seule rendrait ce contrôle efficace et démocratique »[20] ;
- l'abolition de ce secret permettrait aussi (toujours selon Lénine[20]) « de dévoiler la dilapidation du Trésor public » alors que, dans le contexte de la Première Guerre mondiale (ceci est écrit en 1917), « l'immense majorité des entreprises industrielles et commerciales ne travaillent plus à présent pour le « marché libre », mais pour l'État, pour la guerre »[22] ;
- 125 ans après la révolution française « Et, pendant les cinq quarts de siècle écoulés depuis, le développement du capitalisme a créé les banques, les cartels, les chemins de fer, etc., etc., qui ont rendu cent fois plus faciles et plus simples les mesures relatives à un contrôle réellement démocratique exercé par les ouvriers et les paysans sur les exploiteurs, les grands propriétaires fonciers et les capitalistes »[20].

### Vidéo
- Nicole Ferroni, « La loi du secret des affaires n'est plus un secret pour Nicole" », France Inter, 28 mars 2018